# 紅箭號列車 (俄羅斯)
“紅箭號”列車（俄语：Поезд «Кра́сная стрела́»）是俄羅斯鐵路的一列特快旅客列车，來往俄羅斯首都莫斯科和第二大城市聖彼得堡之間，從1931年6月9日開始營運至今，期間只有在1941年至1944年间因列寧格勒圍城戰而暫停。“红箭号”列车是苏联乃至俄罗斯最著名、历史最悠久的品牌客运列车，以舒适的列车环境、高档的旅客服务而著称，列车全列均为卧铺车厢，每天晚上11时55分对开始发，至翌日上午7时55分抵达目的地，全程运行时间为8小时。

## 歷史

### 背景
1842年2月1日，沙皇尼古拉一世正式颁旨修建莫斯科-圣彼得堡铁路，同年8月1日动工，至1851年11月1日建成通车。这条铁路全长650公里，连接了俄国两座最大的城市，对俄国的经济发展起到极大的作用。铁路通车初期，列车在上午11时15分从圣彼得堡出发，至第二天上午9时到达莫斯科，单程旅行时间近22小时。1871年，在该线上开始营运的1/2次特快列车，全程运行时间缩短到15小时45分钟。十月革命后，俄罗斯建立了以列宁领导、布尔什维克党为首的苏维埃俄国。在1920年代的国民经济恢复时期，在俄国内战中遭受了很大破坏的苏联铁路逐渐恢复正常营运。1928年，苏联开始实行发展国民经济的第一个五年计划，由于国家对铁路系统大幅加大投资，使苏联铁路的技术水平得到很大提高。

### 开行初期

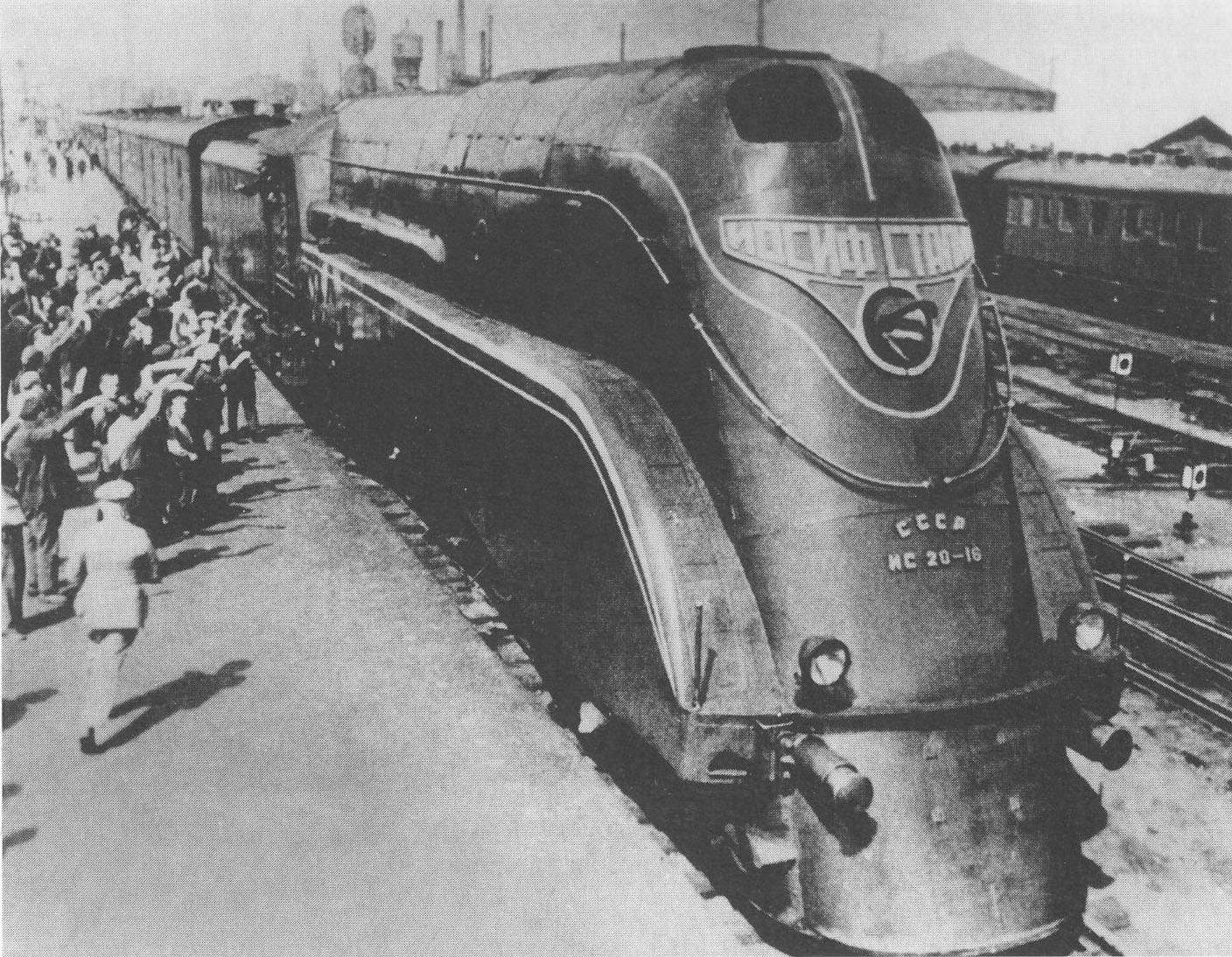
在二战之前牵引“红箭号”列车的IS型蒸汽机车

1931年6月9日，1/2次“红箭号”特快列车开始在莫斯科和列宁格勒之间投入营运，成为苏联铁路第一列品牌列车。“红箭号”列车的出现改变了以往苏联铁路予人缓慢、落后、平民交通工具的印象，列车以舒适的列车环境、高档的旅客服务而著称，许多苏联的高级官员、访苏的外国官员亦曾经是该列车的座上客。列车编组由12节车厢组成，包括7节硬卧车、3节软卧车、1节特等软卧车、1节行李车，其中特等软卧亦是首次在苏联铁路出现。虽然列车以“红箭”命名，但实际上列车初期采用深蓝色的车身涂装。
“红箭号”列车也是当时苏联国内速度最快的列车，采用L型蒸汽机车牵引，平均技术速度达到69.8公里/小时，最高速度可达100公里/小时，单程运行时间仅为9小时50分钟，而当时其他普通列车的运行时间约为12小时。列车开行初期，列车每天凌晨1时30分分别从两地发车，并于上午11时20分到达目的地。至1930年代中期，根据苏联交通人民委员部部长拉扎尔·卡冈诺维奇的决定，列车发车时间调整为每天晚上11时55分，并于翌日上午8时55分到达终点站。从1937年起，“红箭号”列车开始采用具有流线型车体的IS型蒸汽机车作为牵引动力。

### 二战时期
1941年6月22日，纳粹德国对苏联发动全面进攻，由此开始了长达四年的苏德战争，“红箭号”列车亦随即停运，战争期间车辆被封存于列宁格勒。根据官方的历史记载，在列宁格勒围城战结束后，“红箭号”列车于1944年3月20日恢复营运。但根据作家勒·班台莱耶夫（Л. Пантелеев）的旅行日记记载，“红箭号”列车恢复营运的日期比官方资料早了两个月，首班列车经过36小时的运行，于1944年1月10日抵达列宁格勒。

### 战后发展
战争结束后初期，由于铁路运输状况和线路条件较差，“红箭号”列车的运行时间比战前有所延长，从1940年代中期至1950年代中期，列车的单程运行时间为11小时15分钟，牵引机车主要使用S、Su型蒸汽机车。1952年，“红箭号”列车开始采用由加里宁车辆制造厂生产的全金属钢质客车，取代了以往的木质结构车辆。从1956年的夏季运行图实施开始，“红箭号”列车终于恢复到战前的速度，采用了P36型蒸汽机车之后，单程运行时间缩短为9小时30分钟，比之前减少了1小时45分钟，平均技术速度从58公里/小时提高到69公里/小时。

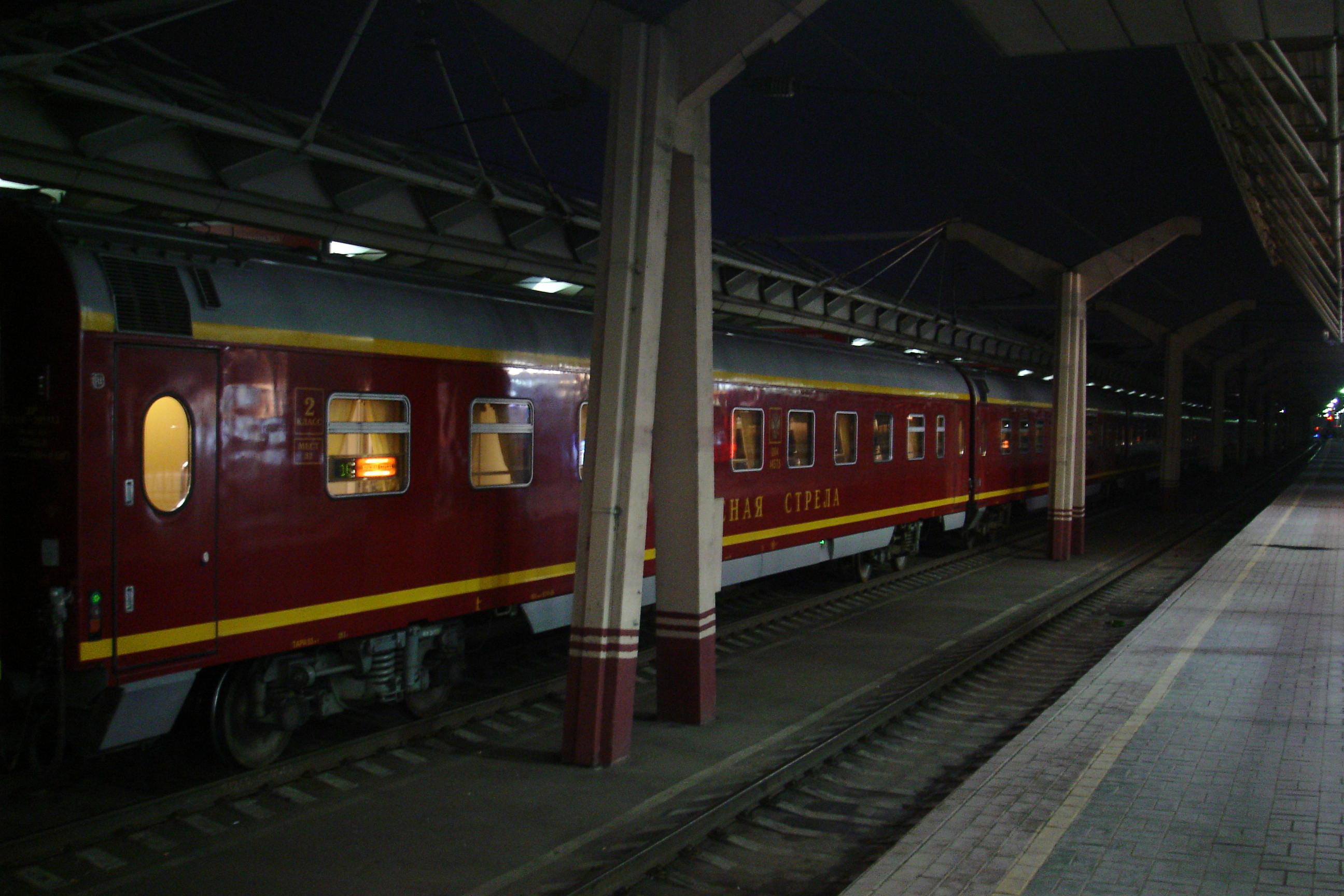
2006年新造的二等卧铺车厢

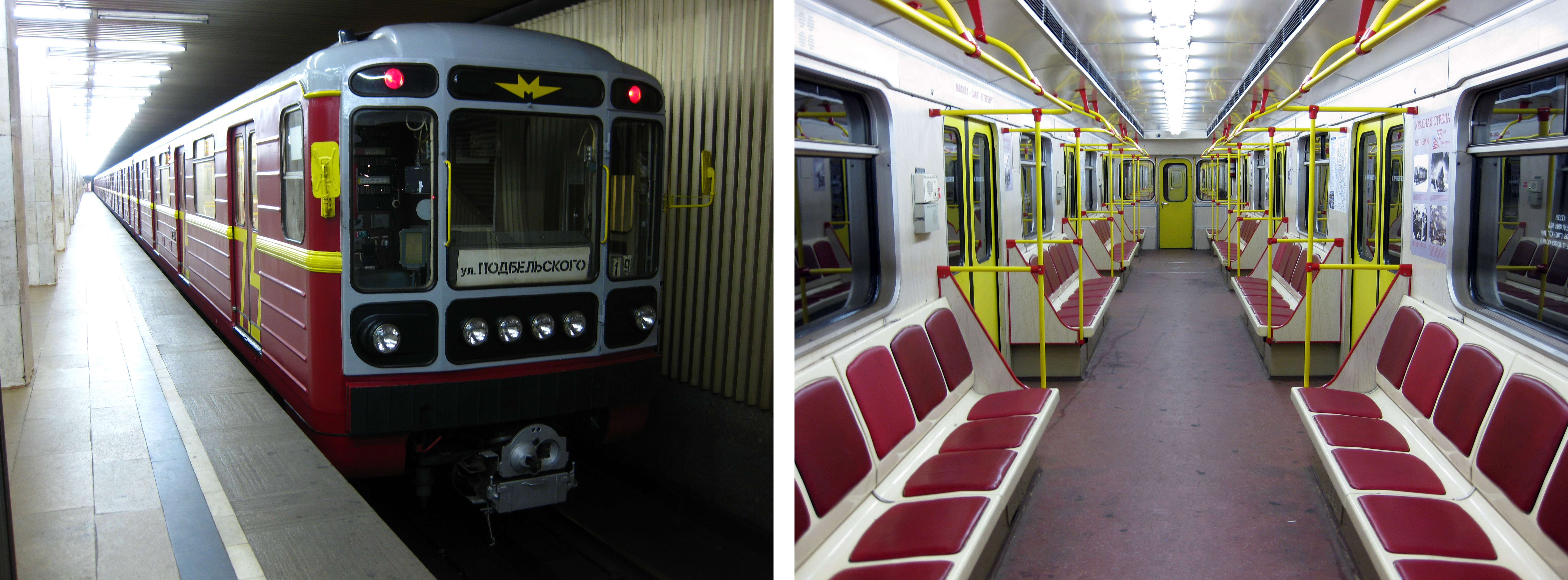
莫斯科地铁“红箭—75周年”号纪念列车

从1950年代末开始，苏联铁路开始在铁路干线上进行提速改造，以提高旅客列车的运行速度。1957年5月29日，苏联交通部发出了“准备提高列宁格勒和莫斯科之间列车运行速度”的命令。1957年，“红箭号”列车的牵引任务改由TE7型柴油机车担当。1962年，列车开始采用红色的车身涂装。同年12月，随着莫斯科-列宁格勒铁路完成电气化改造，“红箭号”列车开始使用ChS1、ChS2型电力机车牵引，至1970年代初开始使用ChS2T型电力机车。
从1976年起，“红箭号”列车开始采用从德意志民主共和国阿门多夫车辆制造厂进口的快速客车。值得一提的是，“红箭号”列车亦参与了1980年莫斯科奥运会的圣火传递。1980年7月18日，当火炬抵达莫斯科后，点燃了另外的分火炬，并于当天晚上安放在“红箭号”列车上送往列宁格勒的奥运分场馆。在1980年代，“红箭号”列车曾经增加在博洛戈耶（博洛戈耶-莫斯科站）的停点，但不久之后就被取消，列车运行时间调整为8小时30分钟，列车终到时间提早至翌日上午8时25分。至2002年，列车运行时间进一步缩短到8小时，列车始发、终到时间分别为晚上11时55分和翌日上午7时55分。
2006年，十月铁路局从特维尔车辆制造厂接收了一批新造的61-4170型铁路客车，包括23辆一等卧铺车厢、11辆二等卧铺车厢、3辆带播音室的二等卧铺车厢、2辆餐车；此外，运输服务集团（«Транссервис»）亦向十月铁路局提供了3辆特等卧铺客车。2006年下半年，这批新车厢在“红箭号”列车投入使用，取代了日渐老化的东德製客车。同年，为了庆祝“红箭号”列车开行75周年，莫斯科地铁特地将一列81-717/714型地铁列车改装成纪念列车，列车采用醒目的红色涂装，车内的海报向乘客介绍“红箭号”列车的历史，并将其命名为“红箭—75周年”号（«Красная стрела — 75 лет»）。该地铁列车自2006年10月9日开始在索科利尼基线投入运行，虽然该列车在2010年莫斯科地铁爆炸案中受损，但经过修复后恢复正常营运。

## 列车编组
“红箭号”列车设有二等卧铺、一等卧铺、特等卧铺三种等级的车厢。二等卧铺车厢又称经济车厢，每节车厢设有八个有门的四人包间，每个包间内设有四个卧铺，即两边分别设有上下两层卧铺，车辆定员为32人。一等卧铺车厢又称商务车厢，每节车厢八个有门的双人包间，每个包间内设有左右两个卧铺，车辆定员为16人。特等卧铺车厢又称VIP豪华包间，每节车厢设有四个双人套房包间，每个套房内设有上下两层卧铺，并设有独立厕所、淋浴设备、液晶电视等设施，车辆定员为8人，特等卧铺是按房间而非卧铺计算车票价格。此外，“红箭号”列车还设有一节用于为旅客提供餐饮服务的餐车，和一节供列车乘务员休息的宿营车。
| 车厢编号 | 2/17     | 1/18     | 3/16     | 4/15     | 5/14     | 6/13     | 7/12   |      | 8/11     | 9/10     | 10/9     | 11/8     | 12/7     | 13/6     | 14/5     | 15/4     | 16/3     | 17/2     | 18/1     |
| 车型     | 一等卧铺 | 二等卧铺 | 二等卧铺 | 二等卧铺 | 二等卧铺 | 二等卧铺 | 宿营车 | 餐车 | 一等卧铺 | 一等卧铺 | 一等卧铺 | 一等卧铺 | 一等卧铺 | 一等卧铺 | 一等卧铺 | 一等卧铺 | 一等卧铺 | 一等卧铺 | 特等卧铺 |
| 定员     | 16       | 32       | 32       | 32       | 32       | 32       | 18     |      | 16       | 16       | 16       | 16       | 16       | 16       | 16       | 16       | 16       | 16       | 8        |

## 机车交路
“红箭号”列车由十月铁路局圣彼得堡-莫斯科客运机务段（ТЧЭ-8 Санкт-Петербург-Пассажирский-Московский）的ChS2T型电力机车或ChS6型电力机车担当全程机车交路。

## 时刻表
| 001А次 | 001А次 | 001А次 | 停靠站       | 002А次        | 002А次 | 002А次 |
| 里程   | 到点   | 开点   | 停靠站       | 到点          | 开点   | 里程   |
| ------ | ------ | ------ | ------------ | ------------- | ------ | ------ |
| 0      | —      | 23:55  | 聖彼得堡总站 | 07:55（翌日） | —      | 650    |
| 650    | 07:55  | —      | 莫斯科客运站 | —             | 23:55  | 0      |